# ان‌جی‌سی ۴۶۹۶
ان‌جی‌سی ۴۶۹۶ (انگلیسی: NGC 4696) نام یک کهکشان در صورت فلکی قنطورس است.